# Daniel Mestre (ciclista)
Daniel José Pereira Mestre (1 d'abril de 1986) és un ciclista portuguès, professional des del 2009. Actualment corre al Efapel.

## Palmarès
- 2007
  - Vencedor d'una etapa a la Volta a Portugal del futur
- 2014
  - Vencedor d'una etapa a la Volta al Marroc
- 2016
  - Vencedor de 2 etapes al Gran Premi Jornal de Notícias
  - Vencedor de 2 etapes a la Volta a Portugal
- 2017
  - Vencedor de 2 etapes al Gran Premi Jornal de Notícias
  - Vencedor d'una etapa al Trofeu Joaquim Agostinho
- 2018
  - 1r a la Clàssica Aldeias do Xisto
- 2019
  - Vencedor d'una etapa a la Volta Internacional Cova da Beira
- 2021
  - Vencedor d'una etapa a la Volta a l'Alentejo